# Osiek Dolny (Osiek)
Osiek Dolny – część wsi Osiek w Polsce, położona w województwie małopolskim, w powiecie oświęcimskim, w gminie Osiek.
W latach 1975–1998 Osiek Dolny administracyjnie należał do województwa bielskiego.